# 2MASS J10511900+5613086
2MASS J10511900+5613086 ist ein Brauner Zwerg im Sternbild Großer Wagen. Er gehört der Spektralklasse L2 an; seine Position verschiebt sich aufgrund seiner Eigenbewegung jährlich um 0,37 Bogensekunden. Er wurde 2008 von I. Neill Reid et al. entdeckt.